# Циммер, Карл (биофизик)
Карл Циммер (нем. Karl Günter Zimmer) (11 июля 1911 — 29 февраля 1988) — немецкий биофизик, специалист по радиобиологии, известен за исследования по влиянию ионизирующего излучения на ДНК.
В 1935 г. он опубликовал совместно с Н. В. Тимофеевым-Ресовским и Максом Дельбрюком одну из веховых работ в ранней генетике «О природе генных мутаций и структуре генов»(нем. Über die Natur der Genmutation und der Genstruktur).

## Биография

### Ранние годы
Карл Гюнтер Циммер родился 13 июля 1911 года в Бреслау, ныне Вроцлав, в семье чиновника Артура Циммера (нем. Arthur Zimmer) и его жены Ельзы (нем. Elsa), урождённой Гейпель (нем. Geipel). В 1917 году семья переехала в Берлин. Там Циммер учился в гимназии имени Гельмгольца, в Шёнеберге, где закончил обучение в 1929 году с отличием.
С мая 1929 года по май 1933 Циммер изучал физику, химию и философию  в Университете имени Фридриха Вильгельма в Берлине. В течение нескольких семестров он учился по обмену на Факультете общих наук и управления ресурсами Берлинского технического университета. В Институте радиационных исследований медицинского факультета Берлина (нем. Institut für Strahlenforschung der Berliner Medizinischen Fakultät) Циммер под руководством Вальтера Фридериха написал диссертацию по теме «фотохимия» о влиянии ультрафиолетового света на биохимические реакции и 27 июля 1934 года получил степень доктора наук.
В Берлине Циммер устраивается на низкооплачиваемую работу консультатом в радиоционном департаменте Цецилиенхаус в Шарлоттенбурге. Благодаря работе там, он приобрёл контакты с Обществом Ауэра — одной из областей компании было производство препаратов на основе натуральных радионуклиидов. Там он познакомился с Николаусом Рилем, работавшим в местном радиоционном департаменте, с кем он вскоре подружился. Позже Циммер начнёт работать на полставки в этой компании.

### Работа в СССР
В конце войны был вывезен НКВД в СССР для работы в советском атомном проекте.

### Возвращение в Германию
В 1955 году ему разрешили вернуться в Германию. По возвращении он возглавил радиобиологическую лабораторию в Национальном исследовательском центре в Карлсруэ, земля Баден-Вюртемберг.